# 聰明豆
聰明豆，於1937年推出市場的糖果，是有彩色糖衣的巧克力豆，現為雀巢旗下的品牌。

## 歷史
位於英國約克的能得利公司自1882年已經開始製作巧克力豆，至1937年正式將產品命名為聰明豆。傳統包裝為圓筒型的卡紙，配以鮮艷顏色的塑膠蓋子，每個蓋子都會印上一個英文字母，用以作為小孩的教學工具。2005年2月，雀巢將包裝改為六角柱體的設計，以重塑品牌形象。

## 廣告標語

### 香港
又香甜，又可口，大家愛食聰明豆。又香甜，又可口，聰明仔食聰明豆。

## 颜色

### 颜色一览
- 红色
- 橙色
- 黄色
- 綠色
- 藍色
- 紫色
- 粉红色
- 褐色
- 白色

英國雀巢於2006年宜佈其下產品逐步放棄使用人造色素、調味料及防腐劑；可是一度找不到天然藍色色素，以致聰明豆的顏色不但比以前暗淡、還讓藍色聰明豆消失了兩年。這段期間雀巢以白色代替了藍色，大衆還起了「藍色聰明豆讓小孩引起發過動症」的傳聞。直到2008年雀巢使用螺旋藻才成功讓藍色聰明豆回歸市場。